# نيك سبنسر
نيك سبنسر (بالإنجليزية: Nick Spencer)‏ هو كاتب أمريكي، ولد في 18 أغسطس 1967.